# NGC 6136
NGC 6136 في الفهرس العام الجديد، هي مجرة، تقع في كوكبة التنين. اكتشفت في 6 يوليو 1886 بواسطة لويس سويفت.

## روابط خارجية
- NGC 6136 على موقع ويكي سكاي: DSS2, SDSS, GALEX, IRAS, Hydrogen α, X-Ray, Astrophoto, Sky Map, Articles and images